# الطريق الوطنية رقم 2 (تونس)
الطريق الوطنية رقم 2 أو ط و2 طريق رئيسية تونسية تصل بين مدينتي النفيضة والصخيرة، وهي تتصل من الجهتين بالطريق الوطنية رقم 1. تمرّ هذه الطريق بالمدن التالية على التوالي:
- النفيضة،
- القيروان،
- رقادة،
- زعفرانة،
- بوحجلة،
- الشراردة،
- بئر علي،
- الصخيرة.